# 印度撒拉遜復興建築
印度撒拉遜復興建築（Indo-Saracenic architecture）是一種復興式建築風格，19世紀後期在印度主要由英國建築師使用，尤其是在英國統治時期的公共和政府建築，以及諸侯國統治者的宮殿。印度撒拉遜復興建築從本土的印度伊斯蘭建築中汲取了風格和裝飾元素，尤其是被英國人視為經典印度風格的蒙兀兒建築，以及較少見的印度教寺廟建築。